# 茹羯
茹羯，9世纪中期奚族部落联盟将领。
唐文宗大和四年（830年），茹羯率兵攻唐，唐朝卢龙节度使李载义将其击破，擒获其大将二百余人，缚茹羯至长安献俘，文宗赐李载义冠带，授任为右骁卫将军。五年后，奚族大首领匿舍朗来朝入觐。